# 真名井神社
真名井神社（まないじんじゃ、眞名井神社）は島根県松江市山代町にある神社である。意宇六社の一つで旧社格は村社。『出雲国風土記』意宇郡条の神名樋野に比定される茶臼山の南東に鎮座する。

## 祭神
伊弉諾神と天津彦根命を祀る。

## 歴史
『出雲国風土記』意宇郡条に在神祇官社の「眞名井社」と不在神祇官社の「末那爲社」の2社が記載されており、また『延喜式神名帳』出雲国意宇郡に「真名井神社」の記載がある。しかし当社は天和3年（1683年）の『出雲風土記鈔』には「伊弉奈枳社」、享保2年（1717年）の『雲陽誌』には「伊弉諾社」と記載されており、江戸時代には「伊弉諾社」と呼ばれていた。明治に入り「真名井神社」と改称した。
当社の祭祀は神魂神社の社家である秋上氏が神主と別火を兼ね、社殿も両社を同時期に造営していたという。

## 境内
拝殿
現在のものは昭和9年（1934年）に建てられたもの。
本殿
大社造。現在のものは寛文2年（1662年）に再建されたもの。 昭和49年（1974年）に県指定有形文化財に指定された。
末那爲神社
境内社。

## 文化財

### 島根県指定文化財
- 本殿 - 昭和49年（1974年）指定。

## 真名井の滝
当社の東方に「真名井の滝」と呼ばれる滝がある。『雲陽誌』ではこの滝の近くに「真名井荒神」があると記し、そこを風土記の真名井社に比定している。この滝壺で汲まれた水は古来より出雲国造の神火相続式や新嘗祭の際に用いられたとされる。